# Cua de ventall de les Filipines
El cua de ventall de les Filipines (Rhipidura nigritorquis) és un ocell de la família dels ripidúrids (Rhipiduridae).

## Hàbitat i distribució
Habita manglars, bambú, bosc obert, terres de conreu i matolls de les illes Filipines.